# Deus ex machina
Deus ex machina latinski je izraz koji znači: "Bog izašao iz stroja"; prijevod grčkog izraza «απò μηχανῆς θεóς» (apò mēchanḗs theós). 
Njime se u tragedijama označavala pojava bogova ili nadnaravnih bića koja bi se na pozornicu spuštala strojem i sudjelovala u raspletu radnje, obično sretnijem od onoga koji bi se očekivao iz same tragičnosti situacije.
Izraz se također koristi odnoseći se na intervenciju vanjskog elementa koji rješava određenu situaciju bez da slijedi dotadašnju logiku odnosa ili prkoseći zdravom razumu.